# جرج اس. اروینگ
جرج اس. اروینگ (انگلیسی: George S. Irving؛ زادهٔ ۱ نوامبر ۱۹۲۲ - درگذشته ۲۶ دسامبر ۲۰۱۶) بازیگر و صداپیشه روس‌تبار یهودی اهل ایالات متحده آمریکا بود.
از آثاری که در آن نقش داشته می‌توان به گربه کلوندایک، بالا سندباکس و همگی در خانواده اشاره نمود. 
جرج اس. اروینگ در ۲۶ دسامبر ۲۰۱۶ در سن ۹۴ سالگی درگذشت.